# Arrigo Serato

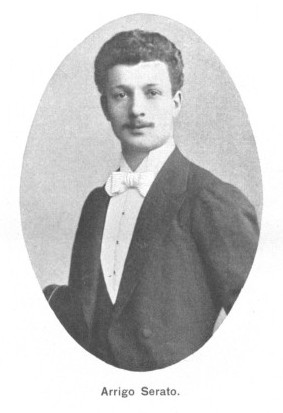
Arrigo Serato, 1900

Arrigo Serato (* 7. November 1877 in Bologna; † 27. Dezember 1948 in Rom) war ein italienischer Geiger und Musikpädagoge.
Der Sohn des Cellisten Francesco Serato studierte bis 1894 Violine bei Francesco Sarti. Er begann seine Laufbahn 1895 mit einer Konzertreise nach Berlin, wo er u. a. Joseph Joachim und Ferruccio Busoni kennenlernte, und nach Wien; später trat er auch in den USA auf. Ab 1915 unterrichtete er Violine an der Accademia Nazionale di Santa Cecilia in Rom. Ab 1925 trat er in einem Trio mit Ildebrando Pizzetti und Enrico Mainardi und mit dem Trio Italiano (mit Renzo Lorenzoni und Arturo Bonucci) auf. Ab 1932 trennte er sich vom Konzertbetrieb und gab Sommerkurse an der Accademia Musicale Chigiana.